# الزاوية الخضراء (بني سويف)
قرية الزاوية الخضراء هي إحدى القرى التابعة لمركز الفشن في محافظة بني سويف في جمهورية مصر العربية. حسب إحصاءات سنة 2006، بلغ إجمالي السكان في الزاوية الخضراء 3485 نسمة، منهم 1781 رجل و1704 امرأة.